# 슈필베르크성

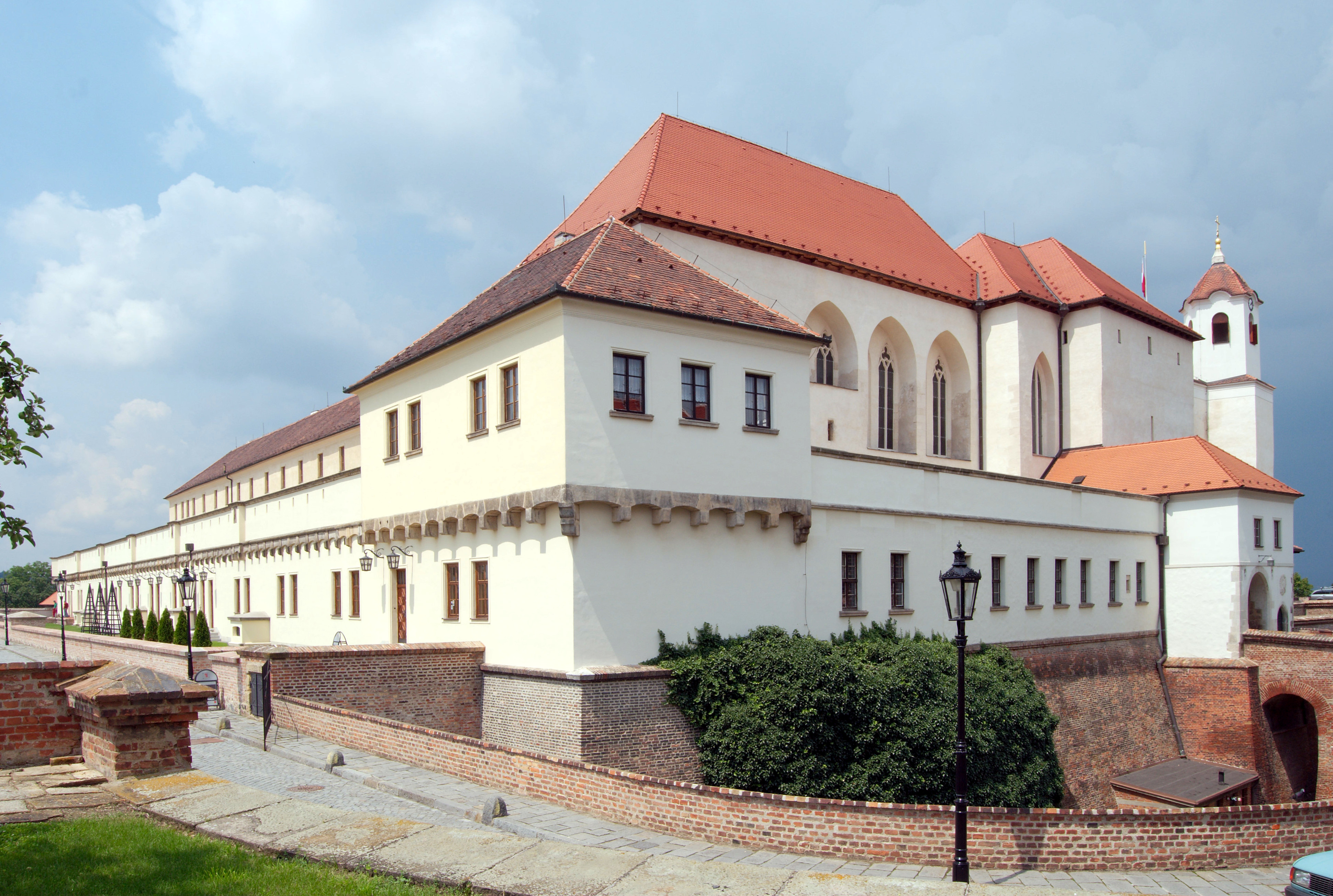
슈필베르크성

슈필베르크성(체코어: Hrad Špilberk)은 체코 남모라바주 브르노에 있는 성이다. 13세기 상반기에 프르셰미슬 왕조가 건설하여 오타카르 2세에 의해 완공되었다. 13세기 중반에 건립된 주요 왕궁으로, 14세기 중반에는 모라바 변경백의 거처가 되었지만, 점차 오스트리아 제국에서 가장 가혹한 감옥으로 여겨지는 거대한 바로크 양식의 성채로 바뀌었고, 그 다음에는 막사로 바뀌었다. 이 감옥은 슈필베르크 요새의 일부였다.